# Asperula suavis
Asperula suavis är en måreväxtart som beskrevs av Fisch., C.A.Mey. och Avé-lall.. Asperula suavis ingår i släktet färgmåror, och familjen måreväxter. Inga underarter finns listade i Catalogue of Life.